# Klarskov
Klarskov is een plaats in de Deense regio Seeland, gemeente Vordingborg. De plaats telt 227 inwoners (2008).